# Strašná skála
Strašná skála (též Čížkov, Hrádek či Strážná skála) je zaniklý hrad na katastrálním území vesnice Přešín u obce Čížkov v okrese Plzeň-jih. Jeho pozůstatky jsou chráněny jako kulturní památka ČR.

## Historie
O hradu se nedochovala žádná písemná zpráva. Archeologické nálezy umožnily datovat existenci hradu do druhé poloviny třináctého a první třetiny čtrnáctého století. Podle nalezené keramiky však bylo místo osídlené už v pravěku.
Název nedaleké vsi Čížkov se v různých podobách objevuje v listinách kladrubského kláštera od roku 1237 a v roce 1239 klášteru patřil také blízký Přešín. Později obě vesnice, které pravděpodobně tvořily hospodářské zázemí hradu, získali páni z Rožmitálu. Roku 1285 přenechal Protiva z Rožmitálu část panství Budislavovi z Čížkova, který je vzhledem ke svému přídomku považován za stavebníka hradu. Existence přídomku však nemusí souviset s hradem, ale může se vztahovat k neznámé tvrzi nebo dvorci v Čížkově. V roce 1347 od Sezimy z Rožmitálu získalo obě vesnice pražské arcibiskupství, které své panství spravovalo z Rožmitálu, a nepotřebný hrad na Strašné skále nejspíše zanikl.

## Popis
Z hradu se dochovalo pouze opevnění v podobě příkopu a valu a drobný terénní relikt jediné zahloubené stavby. Staveniště hradu bylo vymezeno buližníkovým skalním žebrem s příkrou jižní stranou. Na severu jej od zbytku plošiny odděloval příkop až patnáct metrů široký a šest metrů hluboký. Materiál získaný z příkopu byl použit k vyrovnání prostranství o rozměrech asi 7 × 20 metrů, na kterém vzniklo nádvoří opevněné palisádou, do něhož se vstupovalo po mostě přes příkop od severu. Kumulace kamenů v části příkopu může být pozůstatkem opěrného pilíře mostu. Přímo v místech brány snad stávala hospodářská budova o rozměrech 7 × 5 metrů doložené nálezy střepů, hřebíků a strusky. Západně od ní stávala čtverhranná věž o půdorysu 7 × 7 metrů a síle zdive 1,2–1,5 metru.
Skalní hřeben se stal základem pro dvě stavby. V jeho východní části se nejspíše nacházela obranná budova, kterou od západní části odděloval pět metrů široký a tři metry hluboký příkop vytesaný ves skále. Za ním stála druhá čtverhranná věž, z jejíhož přízemí snad vedl můstek přes příkop, který ji spojoval se sousední obrannou budovou. Samotná věž byla pravděpodobně přístupná po ochozu z první věže u hradní brány. V konstrukci všech budovu hrálo významnou roli dřevo, pouze obě věže stály na kamenné podezdívce, nebo snad byly vyzděné do úrovně prvního patra.